# Iwan Jewgenjewitsch Nowosselzew
Iwan Jewgenjewitsch Nowosselzew (russisch Иван Евгеньевич Новосельцев; * 25. August 1991 in Moskau) ist ein russischer Fußballspieler.

## Karriere

### Verein
Nowosselzew begann seine Karriere beim FK Chimki. Im Januar 2012 wechselte er zum Drittligisten FK Istra. Zur Saison 2012/13 schloss er sich dem Zweitligisten Torpedo Moskau an. Sein Debüt für Torpedo in der Perwenstwo FNL gab er im August 2012, als er am siebten Spieltag jener Saison gegen FK Jenissei Krasnojarsk in der Startelf stand. In seiner ersten Saison bei Torpedo kam er zu 13 Zweitligaeinsätzen. In der Saison 2013/14 spielte er zehn Mal in der zweithöchsten Spielklasse und stieg mit dem Verein zu Saisonende in die Premjer-Liga auf.
Sein Debüt in der Premjer-Liga gab Nowosselzew im August 2014 gegen ZSKA Moskau. Nach 15 Erstligaeinsätzen für Torpedo schloss er sich im Januar 2015 dem Ligakonkurrenten FK Rostow an. In Rostow machte er bis Saisonende elf Spiele. In der Saison 2015/16 kam er zu 28 Ligaeinsätzen. Im August 2016 wechselte er innerhalb der Liga zu Zenit St. Petersburg.
Bei Zenit konnte sich Nowosselzew jedoch nie durchsetzen, in der Saison 2016/17 spielte er fünf Mal in der Premjer-Liga, in der Hinrunde der Spielzeit 2017/18 kam er nicht mehr zum Einsatz. Daraufhin wurde er im Januar 2018 an den Ligakonkurrenten Arsenal Tula verliehen. Während der Leihe kam er jedoch nur zu zwei Einsätzen in Tula. Zur Saison 2018/19 wurde er für ein halbes Jahr an Anschi Machatschkala weiterverliehen. Für Anschi spielte er elf Mal in der Premjer-Liga. Im Januar 2019 folgte die dritte Leihe, diesmal kehrte Nowosselzew nach Rostow zurück. In Rostow absolvierte er neun Erstligaspiele.
Zur Saison 2019/20 verließ er Zenit schließlich endgültig und wechselte zum FK Sotschi. In seiner ersten Spielzeit in Sotschi kam Nowosselzew zu 18 Einsätzen in der Premjer-Liga. In der Saison 2020/21 absolvierte er 15 Partien. Zur Saison 2021/22 kehrte Nowosselzew nach Tula zurück. Für Arsenal kam er zu 15 Einsätzen, ehe er mit dem Team aus der Premjer-Liga abstieg. Daraufhin verließ er Tula nach einer Saison wieder.

### Nationalmannschaft
Nowosselzew stand im März 2015 gegen Montenegro erstmals im Kader der russischen Nationalmannschaft. Im selben Monat debütierte er schließlich auch im Nationalteam, als er in einem Testspiel gegen Kasachstan in der Startelf stand.